# 캡 스커링 공항
카프 스키링 공항 IATA: CSK, ICAO: GOGS은 세네갈 지갱쇼르 (바스 카사망스라고도 알려짐) 지역의 도시 카프 스키링 (카프 스키링으로도 표기됨)을 서비스하는 공항이다.

## 항공사와 목적지
| 항공사      | 목적지        |
| ----------- | ------------- |
| 에어 세네갈 | 다카르–디아스 |
| 트랜스에어  | 다카르–디아스 |